# Rachniwka (obwód chmielnicki)
Rachniwka (ukr. Рахнівка) – wieś na Ukrainie, w obwodzie chmielnickim, w rejonie kamienieckim, w hromadzie Dunajowce. W 2001 roku liczyła 843 mieszkańców.